# Blake Clark
Blake Clark (født 2. februar 1946) er en amerikansk komiker og skuespiller, der er bedst kendt for sin rolle som Chet Hunter i Boy Meets World, som Harry "the Hardware Store Guy" i Home Improvement, og som Slinky Dog i Toy Story.